# Ólguinka
Ólguinka - Ольгинка (rus) és un poble del krai de Krasnodar, a Rússia. Es troba als vessants meridionals de l'extrem oest del Caucas occidental, a les valls dels rius Tu, que desemboca a la badia d'Ólguinka, delimitada pels caps Àgria i Griaznova, de la vora nord-oriental de la mar Negra; i Kabak, afluent del Tu. És a 18 km al nord-oest de Tuapsé i a 93 km al sud de Krasnodar.
Pertany al possiólok de Novomikhàilovski.

## Història
La vila fou fundada com l'stanitsa Ólguinskaia el 1864 com aquarterament del batalló costaner xapsug i rebé el seu nom en homenatge a Olga, la dona del gran ducMiquel de Rússia. Després de la dissolució del batalló el 1870 va perdre l'estatus de stanitsa.